# Ľudovít Štúr
Ľudovít Štúr (n. 28 octombrie 1815, Uhrovec, în apropiere de Bánovce nad Bebravou - d. 12 ianuarie 1856, Modra, Slovacia), cunoscut de contemporanii săi ca Ludevít Velislav Štúr, a fost un politician, poet, jurnalist, editor, profesor, filozof și lingvist slovac, membru al Dietei Regatului Ungariei, conducător al renașterii naționale slovace din secolul al XIX-lea, în condițiile dominației austro-ungare. A avut o contribuție esențială la formarea limbii literare slovace. În timpul revoluției din 1848 din Ungaria, Štúr a organizat unități de luptători voluntari slovaci.